# Абдрашитов, Вадим Юсупович
Вади́м Юсу́пович Абдраши́тов (19 января 1945, Харьков, Украинская ССР, СССР — 12 февраля 2023, Москва, Россия) — советский и российский кинорежиссёр и педагог. Народный артист Российской Федерации (1992).

## Биография
Родился 19 января 1945 года в Харькове в семье военного.
В 1959—1961 годах учился в Алма-Атинском техникуме железнодорожного транспорта, в 1961—1964 годах — в МФТИ, в 1964—1967 году в Московском химико-технологическом институте им. Д. И. Менделеева окончил кафедру технологии электрохимических производств факультета технологии неорганических веществ Московского химико-технологического института им. Д. И. Менделеева. Дипломная работа на тему: «Электроокисление спиртов алифатического ряда». Протокол заседания ГЭК ТНВ факультета № 34 от 6 июня 1967 года. Руководитель дипломной работы доцент Фиошин М. Я.
В 1967—1970 годах работал на Московском заводе электровакуумных приборов.
В 1970 году поступил на режиссёрский факультет ВГИКа, в мастерскую М. И. Ромма, после смерти которого продолжил обучение у Л. А. Кулиджанова. Первая студенческая работа Абдрашитова, немой шестиминутный документальный этюд «Репортаж с асфальта», удостоилась высокой оценки Ромма.

В 1974 году снял в качестве курсовой работы сатирическую комедию «Остановите Потапова!» по рассказу Г. И. Горина. По словам Вадима Абдрашитова, после ВГИКа его сразу взяли на «Мосфильм»: 
«Даже диплома не было, я защитился курсовой работой, фильмом „Остановите Потапова!“. Его случайно увидел Райзман и сказал мне — хватит учиться, пора работать».
Юлий Райзман, который пригласил молодого режиссёра на работу на киностудию «Мосфильм», был руководителем творческого объединения «Товарищ». Здесь же Абдрашитов встретился с Александром Миндадзе, с которым впоследствии создал 11 фильмов.
Работы Абдрашитова отличает сдержанный, внутренне напряжённый кинематографический язык. В центре работ режиссёра всегда находятся острые нравственные проблемы.
Член Союза кинематографистов России, в 1986—1990 годах секретарь правления Союза кинематографистов СССР, действительный член Российской Академии кино, член правления Гильдии кинорежиссёров России, президент кинофестиваля «Сталкер», член жюри премии «Триумф», председатель Правления киностудии «Арк-фильм» киноконцерна Мосфильм, профессор ВГИКа, руководитель мастерской кафедры режиссуры художественного фильма ВГИКа; председатель жюри V МКФ «Послание к человеку» (1995), преподаватель ВКСР.
С 2019 года — Президент Международного фестиваля фильмов о правах человека «Сталкер».
Скончался 12 февраля 2023 года на 79-м году жизни от рака, ранее переболел коронавирусом. Похоронен на Троекуровском кладбище Москвы.

## Семья
Отец — Юсуп Шакирович Абдрашитов (1918—1998), военнослужащий, по национальности татарин.
Мать — Галина Николаевна Абдрашитова (1922—2002), русская, инженер-химик.
Жена — Нателла Георгиевна Тоидзе (род. 1950), художник, действительный член и академик РАХ. Тесть — Георгий Моисеевич Тоидзе (1914—1997), грузинский советский скульптор и график.
- Дочь — Нана Вадимовна Абдрашитова (род. 1980), окончила РАТИ, театральный художник и сценограф. Первый муж (до 2014) — Владимир Владимирович Маркин. Второй муж — Кирилл Вытоптов, театральный режиссёр.
  - Внуки — Тина Маркина, Тимофей Маркин

- Сын — Олег Вадимович Абдрашитов, окончил МФТИ и Колумбийский университет, работает в IT.

## Личные взгляды
Вадим Абдрашитов не считал своё кино арт-хаусом:
Я думаю, что наши с Миндадзе картины навряд ли можно отнести к этому, так сказать, направлению. Так сказать, подчёркиваю. Потому что мы всегда выражались чётко, ясно и имели в виду всегда будущего зрителя. И наши картины, когда они хорошо прокатывались, были весьма востребованы публикой. Так что в современном смысле никоим образом не могу отнести свои собственные картины к арт-хаусу. Подозреваю даже, что сегодня «арт-хаус» – это когда картина не сложена, не слажена, то есть расфокусировка мысли и чувства, а подчас и самого изображения, фокусы ради фокусов, и вот всё это громко называется «арт-хаус».

## Фильмография
1. 1973 — Остановите Потапова!
2. 1976 — Слово для защиты
3. 1978 — Поворот
4. 1980 — Охота на лис
5. 1982 — Остановился поезд
6. 1984 — Парад планет
7. 1986 — Плюмбум, или Опасная игра
8. 1988 — Слуга
9. 1991 — Армавир
10. 1995 — Пьеса для пассажира
11. 1997 — Время танцора
12. 2003 — Магнитные бури

## Награды и премии
- Орден «За заслуги перед Отечеством» IV степени (11 марта 2006 года) — за большой вклад в развитие киноискусства и многолетнюю творческую деятельность[17].
- Народный артист Российской Федерации (26 августа 1992 года) — за большие заслуги в области киноискусства[18]
- Заслуженный деятель искусств РСФСР (1987).
- Премия Президента Российской Федерации в области литературы и искусства 2003 года (13 февраля 2004 года) — за выдающийся творческий и научный вклад в художественную культуру России[19].
- Премия Правительства Российской Федерации 2005 года в области культуры (28 декабря 2005 года) — за художественный фильм «Магнитные бури»[20].
- Государственная премия СССР (1991), премия Альфреда Бауэра (за открытие новых путей в киноискусстве) и Премии Экуменического жюри Берлинского кинофестиваля 1989 года — за фильм «Слуга» (1988).
- Государственная премия РСФСР имени братьев Васильевых (1984) — за фильм «Остановился поезд» (1982).
- Приз «За лучшую режиссуру» на всесоюзном кинофестивале «Молодость» (1975), Главный приз кинофестиваля ВГИКа — за фильм «Остановите Потапова!» (1973).
- Лауреат Всесоюзного кинофестиваля 1977 года в номинации «Приз за режиссуру» и премия Ленинского комсомола (1979) — за фильм «Слово для защиты» (1976).
- Главный приз кинофестиваля в Авеллино и специальный приз фестиваля в Сан-Ремо (1984) — за фильм «Парад планет»
- Золотая медаль Венецианского кинофестиваля (1987) — за фильм «Плюмбум, или Опасная игра» (1986).
- Приз Берлинского кинофестиваля «Серебряный медведь» 1995 года за фильм «Пьеса для пассажира».
- Приз за лучшую режиссуру на I-ом международном кинофестивале «Меридианы Тихого» во Владивостоке за фильм «Магнитные бури» (2003).
- Приз «Золотой Овен» на кинофестивале «Киношок» (2003).
- Премия «Ника» в номинации «Лучшая режиссёрская работа» — за фильм «Магнитные бури» (2004).
- Премия «Золотой Орёл» в номинации «Лучшая режиссёрская работа» — за фильм «Магнитные бури» (2004).
- Почётный член РАХ[21].
- Специальный приз Совета Академии кинематографических искусств «Ника» «За выдающийся вклад в отечественный кинематограф» имени Алексея Германа-старшего (2013).
- Приз «За художественную и гражданскую бескомпромиссность» на кинофестивале «Кинотавр» (2015).
- Золотая медаль Министерства культуры Республики Армения (2012)[22].